# ケウヴェン・ドウグラス・シウヴァ・オリヴェイラ
ケウヴェン（Khellven）ことケウヴェン・ドウグラス・シウヴァ・オリヴェイラ（ポルトガル語: Khellven Douglas Silva Oliveira、2001年2月25日 - ）は、ブラジルのサッカー選手。ポジションはDF。

## クラブ歴
SERCグアラニの下部組織出身で、2018年にトップチームで選手初出場を記録した。同年にアトレチコ・パラナエンセに期限付き移籍し、翌年に完全移籍した。2019年3月10日に行われたカンピオナート・パラナエンセでスターティングメンバーとして出場し選手初出場を記録した。同年5月19日のカンピオナート・ブラジレイロ・セリエAでホブソン・バンブに代わって途中出場し、全国選手権1部初出場となった。
2023年9月1日、PFC CSKAモスクワに5年契約で移籍した。